# واگن پارس

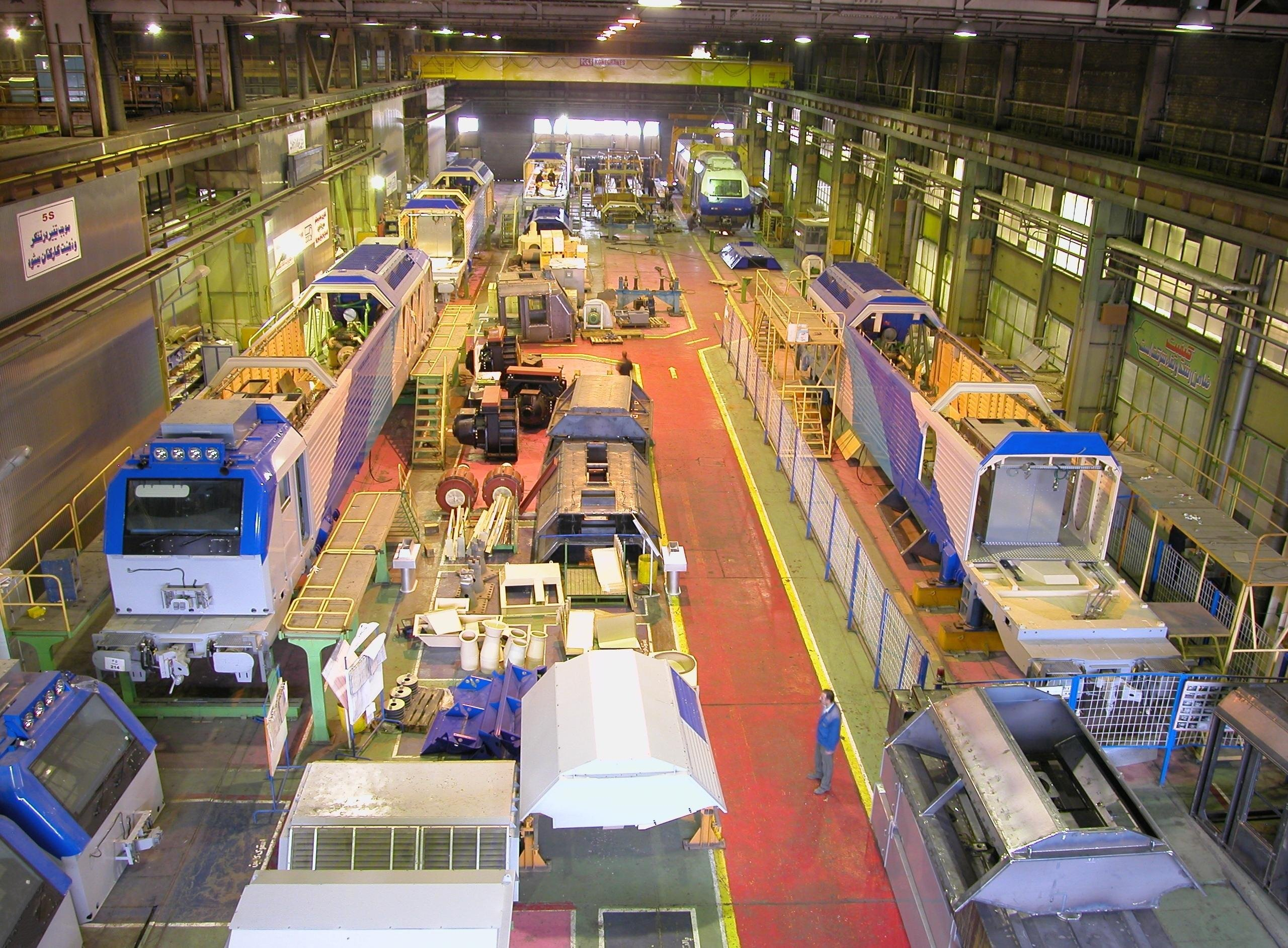
بخشی از خط تولید لوکوموتیو AD43C در کارخانه واگن‌پارس اراک

شرکت واگن‌پارس اراک، اولین و بزرگ‌ترین طراح و سازنده لوکوموتیو و واگن در ایران و خاورمیانه است. این شرکت در سال ۱۳۵۳ تأسیس گردید و شروع به ساخت انواع قطار کرد و در سال ۱۳۶۴ با سرمایه‌گذاری سازمان گسترش و نوسازی صنایع ایران (ایدرو) به یکی از زیرمجموعه‌های این سازمان پیوست. این شرکت همچنین اولین تولیدکننده مترو و تنها تولیدکننده قطار خودکشش (ترن‌ست) در خاورمیانه می‌باشد. شرکت واگن‌پارس به مساحت ۳۳ هکتار در اراک واقع شده‌است.

## تاریخچه
این شرکت در خرداد ماه سال ۱۳۵۳ با سرمایه ۲۰ میلیون ریال به عنوان دستگاه مجری و بهره‌برداری طرح با مشارکت سازمان گسترش و نوسازی صنایع ایران و شرکت راه‌آهن دولتی ایران با سهم الشراکه به ترتیب ۶۰٪ و۴۰٪ با سرمایه‌ای معادل ۲۰ میلیون ریال در اداره ثبت شرکت‌های تهران به ثبت رسید. در تیرماه سال ۱۳۷۶ شرکت از سهامی خاص به سهامی عام تبدیل شد.
عملیات ایجاد کارخانه واگن پارس در زمینی به مساحت حدوداً ۳۳۱ هزار متر مربع با زیر بنای حدود ۱۱۵ هزار متر مربع و امکانات جانبی مربوط در شهرستان اراک آغاز گردید و در تاریخ مهرماه ۱۳۶۳ توسط نخست‌وزیر وقت جمهوری اسلامی ایران (میرحسین موسوی) افتتاح شد.
هدف از احداث کارخانه پاسخ‌گویی به نیاز داخلی در مرحله نخست و سپس صادرات بوده‌است. با توجه به حجم زیاد واردات و صادرات و بارگیری کالا در بندرها نیاز به تأسیس این کارخانه احساس می‌شده‌است. این شرکت ابتدا پروژه تولید هزار دستگاه واگن باری و مسافری و تعمیرات ۲۵۰۰ دستگاه واگن باری را با همکاری شرکت اتریشی S.G.P شروع نمود که پس از پیروزی انقلاب قرارداد همکاری با شرکت اتریشی لغو و قرارداد جدیدی با شرکت واگن‌اونیون آلمان منعقد گردید. با توجه به نیاز عاجل کشور به تجهیزات ریلی، تولیدات شرکت واگن پارس رسماً از ابتدای نیمه دوم سال ۱۳۶۳ شروع گردید.
در اوایل قرن بیست‌ویکم میلادی، شرکت واگن‌پارس سفارشی از کوبا مبنی بر صادرات ۵۵۰ واگن باری و ۲۰۰ واگن مسافربری به ارزش ۶۰ میلیارد ریال دریافت کرد که این سفارش را تا سال ۲۰۰۹ به‌طور کامل تحویل داد.
همچنین در سال ۲۰۰۹ سفارشی از راه‌آهن ویتنام مبنی بر صادرات ۲۰۰ واگن مسافربری دریافت کرد که ساخت ۴۰ واگن توسط واگن‌پارس و ۱۶۰ واگن دیگر از طریق مونتاژ قطعات تولیدی واگن‌پارس در ویتنام انجام شد.
سازه‌های این شرکت در ۵ مرداد ۱۳۶۵ توسط نیروی هوایی عراق در جریان جنگ بمباران شدند. در جریان این بمباران، ۴۵ تن شهید و حدود ۵۰۰ تن از کارکنان شرکت زخمی شدند.

## ملکیت

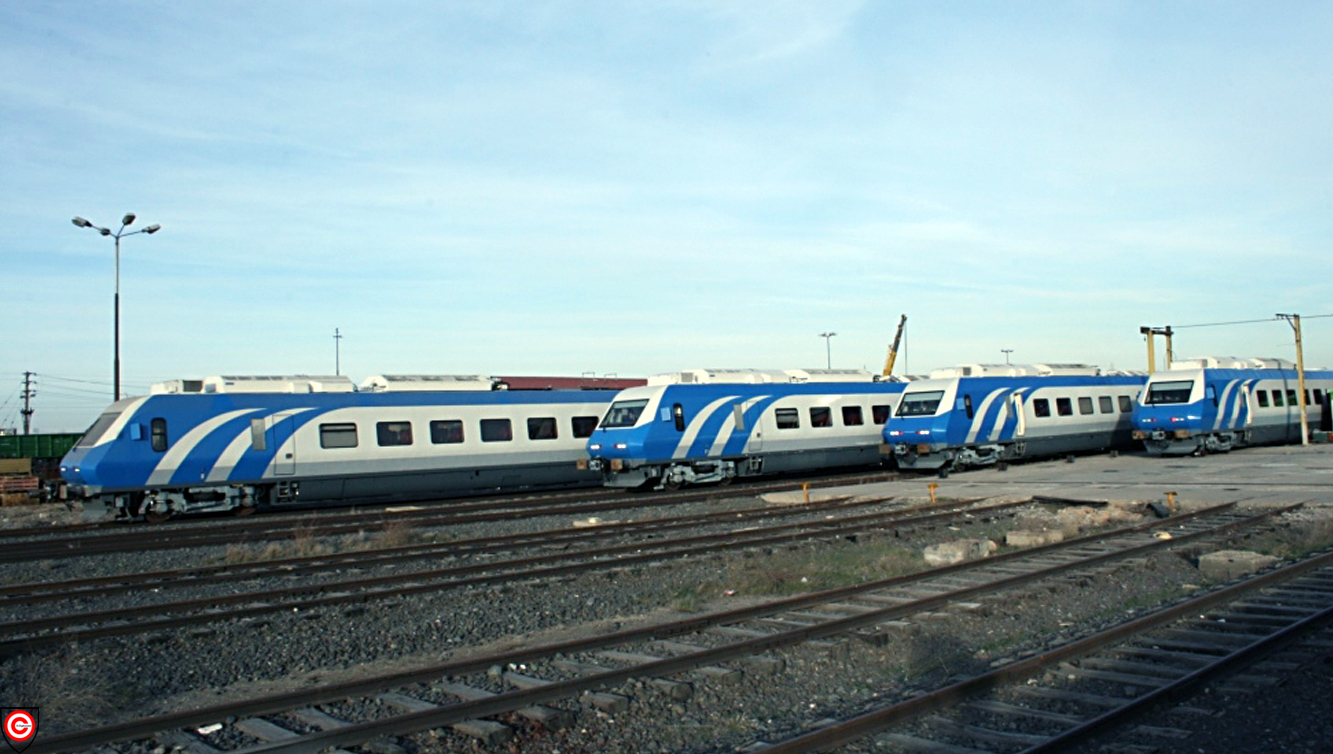
ترن‌ست‌های تولیدشده توسط واگن‌پارس اراک

شرکت واگن‌پارس از مجموعه شرکت‌های تحت پوشش شرکت تعاونی چندمنظوره هسایار بود که از طریق مزایده با سهام ۹۹٫۹٪ به شرکت تعاونی چند منظوره هسایار (زیرمجموعه وزارت دفاع) واگذار گردید.
در پیمانی که در سال ۱۳۹۶ بین ایدرو و ترنس‌مش روسیه بسته‌شد قرار شد شرکت ترنس‌مش روسیه ۸۰٪ سهام واگن‌پارس را خریداری کند اما به‌دلیل شدت‌گرفتن تحریم‌ها این امر محقق نشد. در شهریورماه ۱۳۹۸ مقرر شد که واگن‌پارس اراک به گروه مپنا واگذار شود.
با وجود آنکه این شرکت جزو صنایع بزرگ کشور ایران است اما سهام آن همواره در اختیار سازمان‌های دولتی و شبه‌دولتی بوده و به بهانه‌هایی نظیر مصلحت، هیچگاه بخشی از سهام آن در بورس در اختیار کارکنان این شرکت و مردم عامه قرار نگرفته‌است.

## برخورد سیاسی با صنعت
از آغاز جمهوری اسلامی، برخی مسئولان صنعتی به‌منظور کمرنگ جلوه دادن و تضعیف شرکت‌های احداثی در دوران پهلوی، اقدام به موازی‌کاری در حوزه‌های صنعتی مانند صنایع ریلی کرده‌اند؛ از آن جمله می‌توان به موارد زیر اشاره کرد:
1. در سال ۱۳۸۵ با آغاز دولت محمود احمدی‌نژاد، سفارش ساخت ۷۰ دستگاه لوکوموتیو AD43C که از ابتدا واگن‌پارس سازنده آن بود، به مپنا واگذار گردید؛ این درحالی بود که مپنا در آن زمان حتی یک کارخانه کوچک واگن‌سازی نیز نداشت. درنتیجه مدیران مپنا به وزارت دفاع که در آن زمان مالک واگن‌پارس بود، درخواست واگذاری واگن‌پارس به مپنا را ارائه کردند. اما با مخالفت انجام‌شده توسط وزارت دفاع، مپنا با همکاری دولت وقت، کارخانه مونتاژ مپنا لوکوموتیو را در کرج در سال ۸۹ به بهره‌برداری رسانید و سفارش‌ها لوکوموتیو را از دولت وقت دریافت نمود. در طول مدت ۱۳۸۴ تا ۱۳۹۸ کارخانه لوکوموتیو واگن‌پارس که ظرفیت ساخت سالانه ۵۰ تا ۲۵۰ لوکوموتیو را دارد؛ حتی یک لوکوموتیو هم تولید نکرد. به مفهوم اینکه در این مدت پانزده ساله، واگن‌پارس حداقل ۷۵۰ لوکوموتیو می‌توانست بسازد؛ با درنظرگیری بهای هر لوکوموتیو حداقل ۴ میلیون دلار؛ ضرر مستقیم تعطیلی پانزده ساله کارخانه لوکوموتیو واگن‌پارس عددی معادل ۳ میلیارد دلار آمریکا برای کشور ایران بوده‌است (بدون درنظرگیری تولیدناخالص چندبرابری ایجادشده از حمل‌ونقل بارومسافر توسط هر لوکوموتیو در این مدت زمانی).[۸]
2. واگن‌پارس از دهه ۱۳۷۰ با تأسیس متروی تهران اقدام به تولید قطارهای مترو نمود اما در سال ۱۳۸۲ با همکاری شهرداری تهران، شرکت واگن‌سازی تهران تأسیس گردید و تأمین قطارهای متروی تهران را بر عهده گرفت؛ درحالی‌که اصلی‌ترین بخش واگن مترو که بوژی آن است تنها توسط واگن‌پارس در ایران تولید و به واگن‌سازی تهران فروخته می‌شود.
3. در حوزه واگن‌های باری و مسافری نیز از ابتدای دهه هفتاد، شرکت‌هایی نظیر پلور سبز، ایریکو، واگن‌سازی تبریز و واگن‌سازی کوثر با بودجه‌های سرمایه‌گذاری ارگان‌ها تأسیس شده‌اند که بیشتر آنان حتی از داشتن توجیه اقتصادی هم عاجز بوده و بسیاری از آنان به رکود یا تعطیلی دچار شده‌اند.[۸]

## محصولات

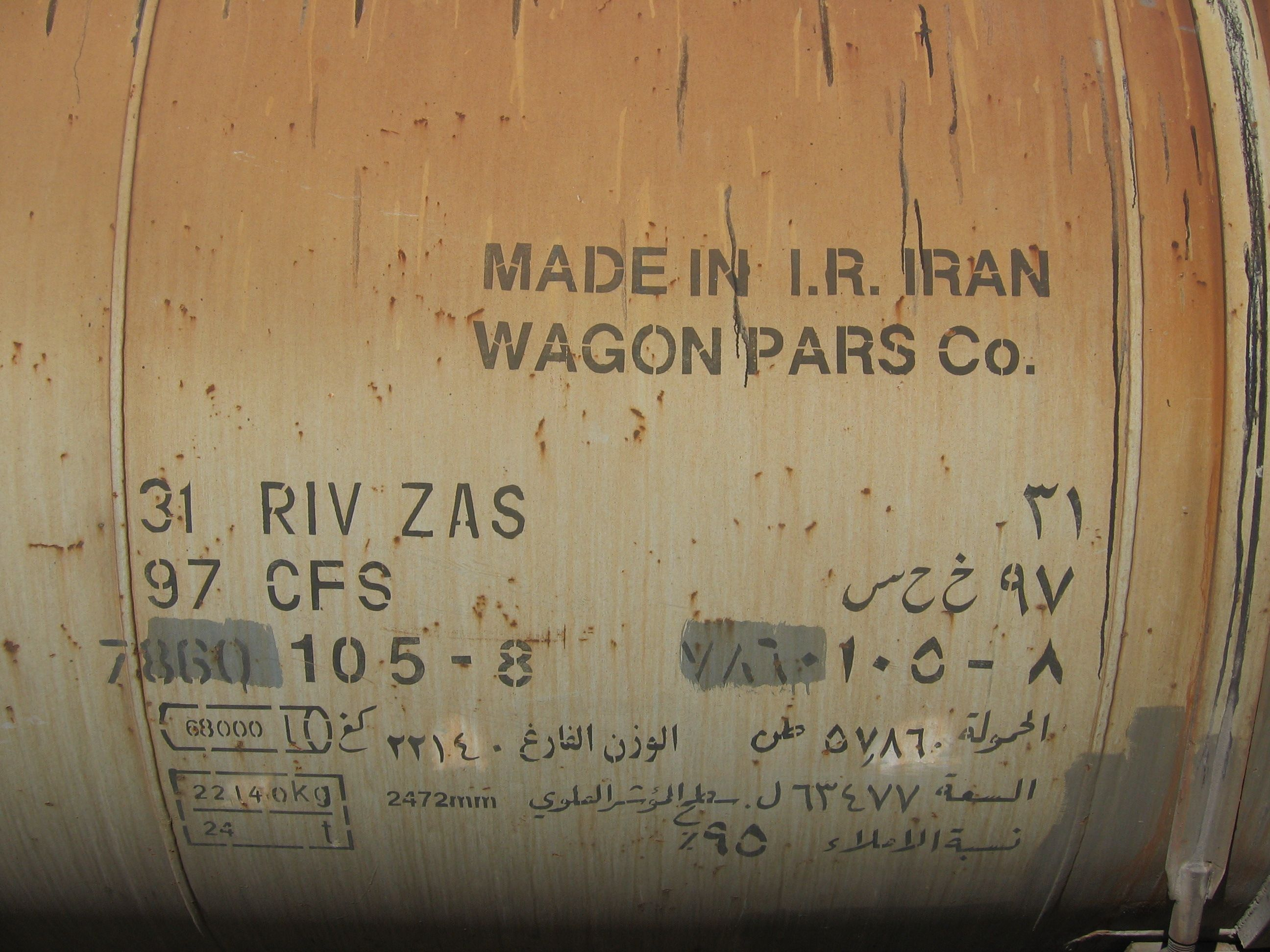
واگن ال‌پی‌جی متعلق به راه‌آهن سوریه ساخت واگن‌پارس اراک

لوکوموتیو AD43C گونه‌ای لوکوموتیو دیزلی‌الکتریکی است که توسط شرکت آلستوم فرانسه طراحی گردیده‌است. تولید این لکوموتیو از سال ۲۰۰۰ میلادی شروع گردید. در سال ۱۹۹۸ قراردادی بین آلستوم و راه‌آهن جمهوری‌اسلامی بسته‌شد که به‌موجب آن انتقال فناوری ساخت لکوموتیو به شرکت واگن‌پارس اراک انجام شود.
این شرکت تولیدکننده خودروهای ریلی با فناوری شرکت‌های واگن‌اونیون آلمان، ترنس‌مش روسیه، بمباردیه کانادا، زیمنس آلمان، آلستوم فرانسه کراوس‌مافای وگمان آلمان و شرکت‌های چانگ‌چون، پوژن و دالیان چین می‌باشد.
شرکت واگن پارس اراک بزرگ‌ترین سازنده انواع لوکوموتیو و واگن‌های باری، مسافری و مترو در خاورمیانه می‌باشد. این شرکت متولی اصلی تولید انواع هزارچرخ (بوژی) در سامانه ترابری ریلی کشور ایران می‌باشد.
همچنین این شرکت با همکاری ماشین‌سازی اراک و دانشگاه صنعتی اراک، مشغول پژوهش، طراحی و ساخت بوژی و منوبلوک (چرخ یکپارچه) قطارهای تندرو می‌باشد.